# Snooky Young
Eugene Edward Young, ps. „Snooky” (ur. 3 lutego 1919 w Dayton, zm. 11 maja 2011 w Newport Beach) – afroamerykański trębacz jazzowy. Wirtuoz gry z tłumikiem. Laureat NEA Jazz Masters Award 2009.

Snooky Young: Lubię grać każdy rodzaj muzyki. Jestem dumny ze swojej reputacji i szczęśliwy, kiedy mogę grać jazz.

## Życiorys
Jego rodzice prowadzili muzyczny zespół rodzinny The Young Snappy Six. Miał siedmioro rodzeństwa – był trzeci pod względem starszeństwa – z którego wszyscy grali na instrumentach. Przydomek „Snooky” otrzymał w domu już we wczesnym dzieciństwie. Zanim w wieku pięciu lat zaczął grać na trąbce, pobrzdąkiwał na cytrze. Jego pierwszym nauczycielem był muzyk, grający przez pewien czas w zespole McKinney’s Cotton Pickers. Mając dwanaście lat zaczął grać w rodzinnym zespole, jeżdżącym na występy objazdowe rewii Black and White.
Podczas nauki w szkole średniej grał w lokalnych klubach. W latach 1939–1942 był członkiem orkiestry Jimmie’ego Lunceforda, zajmując w niej miejsce „pierwszej trąbki” i często wykonując partie solowe. Dzięki swojej grze zyskał wtedy renomę w środowisku jazzowym. Po trzech latach odszedł jednak z zespołu wskutek kontrowersji płacowych i jeszcze w 1942 przez krótki czas pracował w big-bandzie Counta Basiego. Następnie występował w orkiestrach Lionela Hamptona, Lesa Hite’a i Benny’ego Cartera. W 1945 powrócił do formacji Basiego, w której grał do 1947, a potem jeszcze w latach 1957–1962.
W 1962 rozpoczął długoletnią pracę muzyka studyjnego w koncernie telewizyjnym NBC. Od 1967 grał w orkiestrze codziennego programu „The Tonight Show” aż do 1992, kiedy dokonano zmian w formule widowiska. W tym czasie także był współzałożycielem w 1966 big-bandu Thada Jonesa/Mela Lewisa, oraz dużo nagrywał ze słynnymi muzykami: bandliderami Louie’em Bellsonem, Gilem Evansem i Quincym Jonesem, kontrabasistą Charlesem Mingusem oraz organistą Jimmym Smithem. Ponadto jako sideman pracował z takimi gwiazdami rocka i bluesa, jak grupa The Band oraz B.B. King. Uczestniczył w nagraniach ścieżek dźwiękowych do wielu filmów fabularnych, m.in. przebojów kinowych: Płonące siodła Mela Brooksa i Kolor purpury Stevena Spielberga.
Pod jego nazwiskiem ukazały się zaledwie trzy albumy. Ale wszystkie utwory zagrał tylko na płycie Horn of Plenty. Był przede wszystkim poszukiwanym sidemanem. Jako lider jednak wystąpił na szeregu festiwali jazzowych – szwajcarskim Festival de Jazz de Montreux, holenderskim North Sea Jazz Festival w Hadze (obecnie Rotterdamie), francuskim Jazz à Juan w Antibes i kalifornijskim Concord.
Pod koniec życia w znacznym stopniu utracił słuch. Mimo to nadal występował, posługując się partyturami w czasie gry. Zmarł w Newport Beach z powodu powikłań wywołanych chorobą układu oddechowego. Miał 92 lata. Został pochowany na cmentarzu Forest Lawn Memorial Park w Hollywood Hills.

### Małżeństwo i dzieci
Był żonaty z Dorothy z d. Simmons. Przeżyli razem siedemdziesiąt dwa lata. Mieli troje dzieci: dwie córki – Judy i Donnę, oraz syna – Granville’a.

## Wybrana dyskografia

### Jako lider lub współlider
- 1971/1975 Boys from Dayton (Master Jazz Recordings) – jedna strona płyty
- 1978 Snooky & Marshal’s Album (Concord Jazz)
- 1979 Horn of Plenty (Concord)

### Jako sideman
Z The Band
- 1972 Rock of Ages (Capitol)

Z Countem Basiem
- 1958
  - Basie lub The Atomic Mr. Basie (Roulette)
  - Basie Plays Hefti (Roulette)
- 1959
  - Basie One More Time (Roulette)
  - Breakfast Dance and Barbecue (Roulette)
  - Dance Along with Basie (Roulette)
- 1961 The Legend – Count Basie (Roulette)

Z Rayem Charlesem
- 1959 The Genius of Ray Charles (Atlantic)

Z Arethą Franklin
- 1969 Soul '69 (Atlantic)

Z Colemanem Hawkinsem
- 1965 Wrapped Tight (Impulse! Records)

Z B.B. Kingiem
- 1976 Bobby Bland and B.B. King Together Again... Live (ABC)
- 1977 King Size (ABC)

Z Jamesem Moodym
- 1966 Moody and the Brass Figures (Milestone)

Z Paulem Qunichettem
- 1959 Like Basie! (United Artists)

Z Jimmym Smithem
- 1963 Any Number Can Win (Verve))
- 1964 The Cat (Verve)

Zestawienie wg dat wydania płyt